# Бельгийская волна НЛО
Бельгийская волна НЛО — серия предположительных наблюдений неопознанных летающих объектов в Бельгии, которая длилась с 29 ноября 1989 года по апрель 1990 года.
Данный инцидент примечателен тем, что имеются фотографии, выдаваемые за имеющие к нему отношение. Наиболее известной из них является фотография, сделанная над городом Вервье. В течение 20 лет уфологическая организация Société d’Etudes Belge de Phénomènes Spatiaux (SOBEPS) утверждала, что эта фотография является подлинной, и по сей день настаивает на этом. 26 июля 2011 года в интервью RTL, бельгийскому телеканалу, человек, который сделал другую фотографию, Патрик М. признался, что это мистификация.

## Наблюдение
Название «бельгийская волна НЛО» связано в первую очередь с пиком событий — ночью с 30 на 31 марта 1990 года. В ту ночь неизвестные объекты были отслежены на радаре, преследовались двумя F-16 бельгийских ВВС, предположительно — сфотографированы и были замечены, по оценкам, 13 500 человек на земле, около 2600 из которых подали письменные заявления с подробным описанием того, что они видели. После инцидента бельгийские военно-воздушные силы выпустили подробный отчёт о событиях той ночи.
Около 23:00 30 марта руководитель Центра по контролю за отчётами (CRC) в Глонсе (провинция Льеж) получил сообщение, что три необычных огня были замечены движущимися к Туремба-Гебло, который расположен к юго-востоку от Брюсселя. Огни были, как сообщалось, ярче, чем звёзды, изменяли свои цвета между красным, зелёным и жёлтым и, казалось, размещались в вершинах равностороннего треугольника. В этот момент глонский Центр направил жандармерии Вервье просьбу отправить патруль, чтобы подтвердить достоверность сообщений.
Примерно через 10 минут вторая группа огней была обнаружена движущейся в направлении первого треугольника. Примерно к 23:30 жандармерия Вервье подтвердила первоначальные наблюдения, и глонскому Центру удалось наблюдать явление на радаре. В это время вторая группа огней через какие-то беспорядочные манёвры также превратилась в небольшой треугольник. После отслеживания целей и получения подтверждения от второго радара из Центра управления дорожным движением в Семмерзаке (Восточная Фландрия), глонский Центр отдал приказ отправить в условиях секретности два боевых самолёта F-16 с базы в Бовешене в воздух незадолго до полуночи. На протяжении всего этого времени явление по-прежнему было хорошо видно с земли: свидетели описывали целое формирование огней, поддерживавших своё положение относительно друг друга, двигаясь по небу. Свидетели также сообщили о двух затемнённых огнях в муниципалитете Эгезе, совершавших беспорядочные движения, аналогичные второй группе огней.
В течение следующего часа два боевых F-16 пытались девять раз осуществить наводку на цель. В трёх случаях удалось получить её координаты с радара на несколько секунд, но каждый раз положение и скорость цели менялись так быстро, что наводка сбрасывалась. В момент первой фокусировки радара цель ускорилась с 240 км/ч до более чем 1770 км/ч при изменении высоты от 2700 м до 1500 м, затем — до 3350 м, а затем спустилась почти до уровня земли — первый спуск с более 900 м осуществился менее чем за две секунды. Подобные манёвры наблюдались и в течение обеих последующих фокусировок радара. Ни в одном из случаев лётчики F-16 не имели визуального контакта с целью и ни в одной точке, несмотря на огромную скорость, не было никаких указаний на звуковой удар, который неизбежно произошёл бы при преодолении звукового барьера. Кроме того, по словам рассказчика Стека Роберта в одном из эпизодов «Неразгаданных тайн», такие внезапные изменения в ускорении и замедлении были бы смертельными для одного или нескольких человек пилотов, управлявших объектом.
За это время свидетели на земле большим количеством сообщений подтвердили информацию, полученную от РЛС. Они говорили, что увиденный ими меньший треугольник полностью исчез из поля зрения в одной точке, в то время как больший треугольник перемещался вверх очень быстро, когда F-16 пролетел мимо. После 00:30 радиолокационный контакт стал носить гораздо более спорадический характер, и последнее подтверждённое фиксирование произошло в 00:40. Это последнее фиксирование было вновь сброшено ускорением объекта от около 160 км/ч до 1120 км/ч, после чего радары F-16 и те, что находились в Глонсе и Семмерзаке, полностью потеряли контакт. После нескольких дальнейших неподтверждённых контактов F-16 в конце концов вернулись на базу вскоре после 01:00.
Последние сведения по попыткам прицеливания были переданы членами жандармерии Вервье, которые направили ранее для подтверждения первоначальный отчёт. Они описывали четыре огня, теперь расположенные в каре, делавшие короткие отрывистые движения, прежде чем постепенно терявшие свою яркость и исчезнувшие в четырёх отдельных направлениях на отметке 01:30.

## Фотография
В апреле 1990 года появилась фотография, изображающая треугольный объект, на котором три огня видны на каждом углу. Некоторые люди утверждают, что это — важная для науки фотография НЛО. Другие настроены более скептически, утверждая, что фотография является мистификацией.
Скептики обосновывают свои слова тем, что на фотографии нет фона, а также ни одного элемента окружающей обстановки, который позволил бы оценить размер объекта или расстояние от камеры. Вим ван Утрехт, бельгийский скептик, воспроизвёл копию фотографии с помощью техники. Метод моделирования с помощью компьютерной графики для воспроизведения фотографии был разработан бельгийским математиком Тьерри Вьетом при лаборатории астрофизики Льежского университета и обнаружил очевидную «встряску» движения, в результате которой огни объекта являются размытыми или не в фокусе на фотографии, что противоречит отчёту очевидца. Это, наряду с анонимностью фотографа и тем фактом, что фотография не была опубликована, пока не прошло 4 месяца после предполагаемого инцидента, ставит её подлинность под сомнение.
В течение 20 лет уфологическия организация Société d’Etudes Belge де Phénomènes Spatiaux (SOBEPS) утверждала, что эта фотография является подлинной. В 2011 году Патрик Ферре, президент SOBEPS, давая интервью в эфире RTL-TVI, признался, что объект на фотографии был моделью, созданной им в попытке повторить и таким образом дискредитировать фотографию из Вервье, которую он первоначально считал подделкой.
Таким образом, на сегодняшний день в руках учёных нет фотографии объекта, которую можно было бы считать подлинной.

## Скептические объяснения
В 1992 году, спустя около трёх лет после первого наблюдения, которое произошло 29 ноября 1989 года в Эйпене, бельгийский скептик Марк Хоулетт написал критическое эссе о бельгийской волне НЛО и SOBEPS «La Vague OVNI Belge ou le triomphe de la désinformation», утверждая в нём, что эта уфологическая организация распространяет дезинформацию в средствах массовой информации. Марк Хоулетт приводит тезис о том, что бельгийская волна НЛО в основе своей — массовая истерия, вызванная работой, проделанной SOBEPS. При этом он не принимает во внимание важную деталь: к 1989 году, когда произошло первое наблюдение, SOBEPS уже была закрыта из-за отсутствия сообщений об НЛО во Франции и Бельгии в течение нескольких лет. В 1993 году Пьер Маган и Марк Реми опубликовали статью в журнале Physicalia Magazine, в котором их выводы об инциденте не совпадают с выводами SOBEPS. Они также заявляют, что бельгийскую волну НЛО лучше было бы изучать учёным, специализирующимся на науках о человеке, чем физикам.
В эссе «Бельгийская Волна НЛО 1989-1992 — забытые гипотезы» Рено Лекле с соавторами предполагает, что некоторые наблюдения могут быть объяснены появлением вертолётов. Большинство свидетелей сообщили, что объекты не издавали никаких звуков. В этом докладе утверждается, что отсутствие шума может быть связано с шумом двигателей автомобилей свидетелей или сильным ветром, дующим в их сторону. Однако есть доказательства того, что наблюдатели в этом вопросе давали плохие или неточные наблюдения. В целом, бельгийская волна НЛО состояла из более чем 2000 отчётов очевидцев, из которых 650 были исследованы и более 500 остались невыясненными. Все свидетели сообщили, в общем, одно и то же: большие, «молчаливые», треугольной формы воздушные объекты с ярко-белым или жёлтым светом на каждом углу и меньшего размера миганием красного света в середине. Кроме этого случая в то время в Бельгии сообщений о треугольных воздушных объектах никогда не поступало. Некоторыми очевидцами были сотрудники полиции, другими — граждане с лётным опытом, и два лётчика F-16 ВВС Бельгии. Одним из них был Ив Милбергс из 350-й воздушно-десантной дивизии бельгийских ВВС, который рассказал о своих наблюдения в книге Secret Access: UFOs on the Record.
В своей статье «Начало бельгийской волны НЛО» Жан-Мишель Абрассарт утверждает, что начало волны не противоречит психосоциальным гипотезам, вопреки тому, что SOBEPS утверждала в своей работе. В статье, опубликованной на его сайте в 2011 году, «Бельгийская волна и фотографии Рамелле», Огюст Меессен ответил на несколько примеров скептической критики (Роже Паку и Жан-Мишелью Абрассарту) и до сих пор утверждает, что бельгийская волна НЛО есть событие полностью необъяснимое. Роже Паку и Жан-Мишель Абассарт позже совместно написали опровержение статьи.